# Cacimba de Areia
Cacimba de Areia är en kommun i Brasilien.   Den ligger i delstaten Paraíba, i den östra delen av landet, 1 500 km nordost om huvudstaden Brasília. Antalet invånare är 3 557.
Omgivningarna runt Cacimba de Areia är huvudsakligen savann. Runt Cacimba de Areia är det glesbefolkat, med 16 invånare per kvadratkilometer.